# Horkenstein

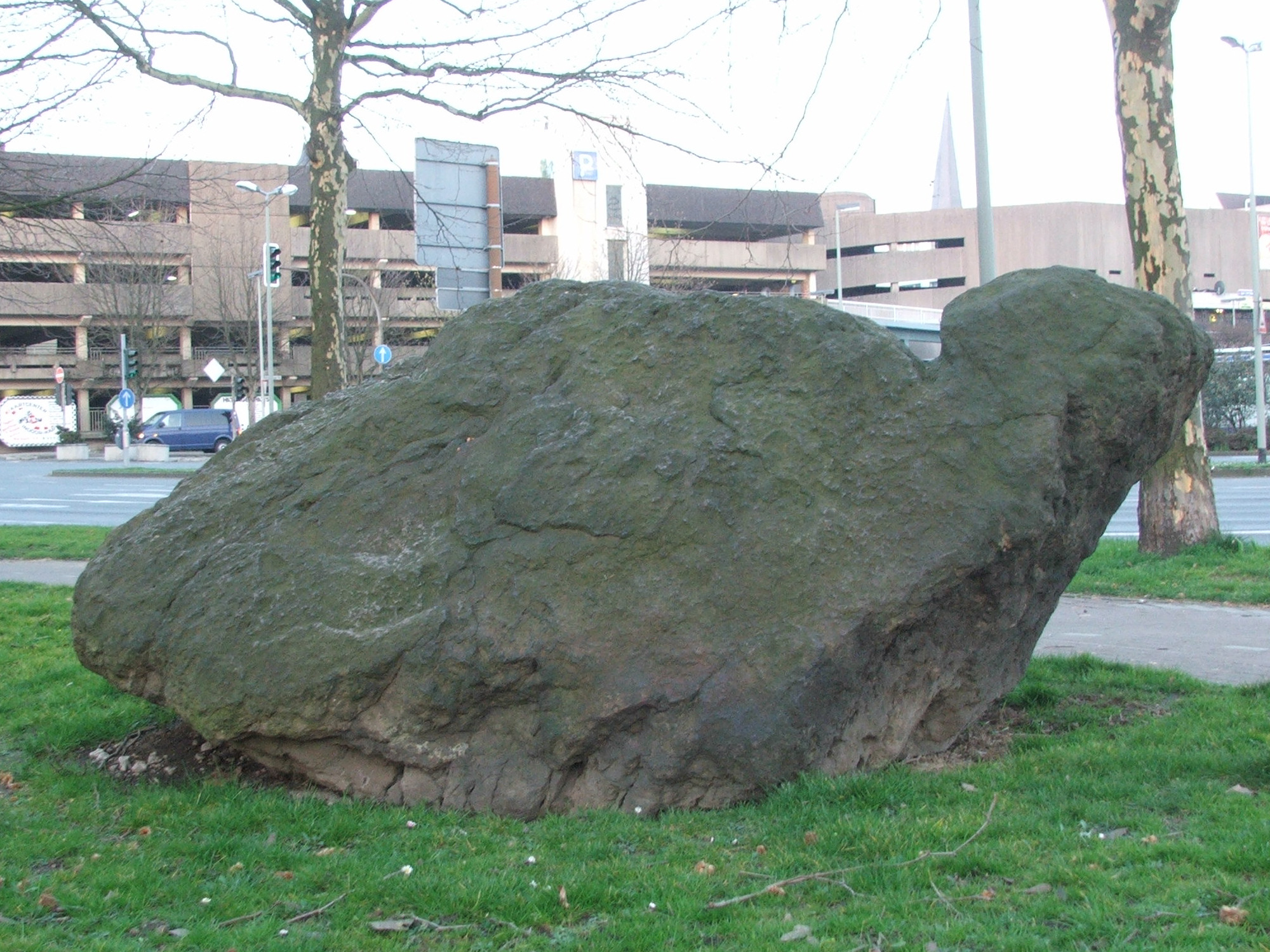
Horkenstein in Hattingen, 2007

Skizze von 1823

Der Horkenstein ist ein etwa 20 Tonnen schwerer Fels, der sich bis 1876 in Dahlhausen befand und dann nach Hattingen gebracht wurde. Es wird vermutet, dass er in der Frühgeschichte entweder für die Bestimmung der Sonnenwenden oder als Opferstein zur Opferung von Menschen oder Tieren (darauf deutet eine „Blutrille“ hin) verwendet wurde. Er befindet sich heute an der Kreuzung von Martin-Luther-Straße und August-Bebel-Straße am Busbahnhof am Rand der Hattinger Altstadt.
Der Stein ist vier Meter lang, einen Meter breit und 1,5 Meter hoch. Es handelt sich nicht um einen Findling, denn er besteht aus örtlichem Ruhrsandstein.

## Geschichte
Der Horkenstein befand sich ursprünglich auf einer rechtsseitigen Anhöhe des Ruhrtals, auf dem Groten oder Grotenberg, südöstlich der ehemaligen Zeche Vereinigte Dahlhauser Tiefbau. Unmittelbar daneben fließt die Haimbecke durch einen Siepen in die Ruhr.
Eine erste schriftliche Erwähnung findet der Stein zwischen 1711 und 1721.
Einer Volkssage nach holte der Teufel den Stein aus dem Morgenland, um damit den Heiligen Liudger zu erschlagen, ließ ihn aber hier fallen, als er von einem Missionar mit dem Kreuz gebannt wurde. Nach einer anderen Legende seien hier von einem Riesen namens Horkus römische Kriegsgefangene nach der Varusschlacht hingerichtet worden. Zum Namen selbst gibt es verschiedene Deutungsversuche wie Högr, altnordisch für „Heiligtum“, oder Eorcanstan, angelsächsisch für „Heiliger Stein“, oder horkos, altgriechisch für „Schwur“. Zuweilen soll sich hier des Nachts am alten Standort bei den Wihekeln („geweihte Eichen“) eine Spukgestalt gezeigt haben.
Im Jahre 1876 verschenkte der damalige Besitzer Heinrich Eggemann, ein Holzhändler und Gastwirt, den Stein an den Hattinger Amtmann Schuhmacher. Dieser ließ ihn auf einem Schlitten bis in den Garten des Amtshauses in Hattingen-Winz bringen.
Im Jahre 1984 schlugen Heimatkundler eine Rückführung an die alte Stelle vor, die bis heute von Wald und Wiesen geprägt ist. Der Hattinger Rat bat hingegen den Hattinger Ortsheimatpfleger Heinrich Eversberg um ein Gutachten. Dieser empfahl wiederum die Verlegung des Steindenkmals in die Hattinger Innenstadt. Heute liegt der Stein mitten in Hattingen in der Nähe einer Ampelanlage an der Kreuzung August-Bebel-Straße/Martin-Luther-Straße. Eine Tafel an einer nahegelegenen Laterne erläutert die Sage und den ursprünglichen Standort.

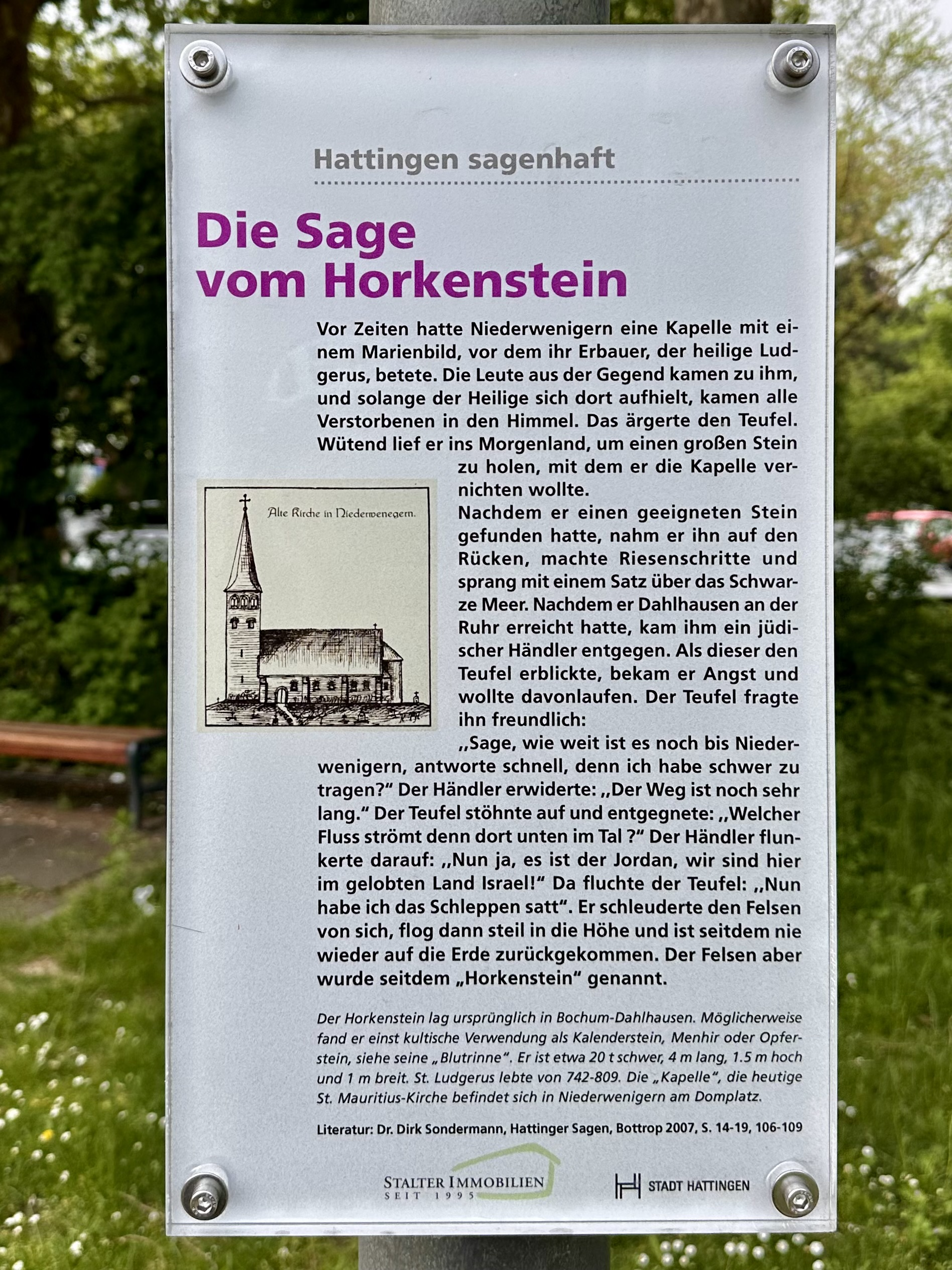
Erklärtafel „Die Sage vom Horkenstein“

## Der Horkenstein in der Literatur
- Wikisource: Das Gedicht Der Horkenstein aus dem Gedichtband Was die Ruhr mir sang (1909) von Heinrich Kämpchen